# Petrosia punctata
Petrosia punctata är en svampdjursart som beskrevs av Claude Lévi 1983. Petrosia punctata ingår i släktet Petrosia och familjen Petrosiidae.
Artens utbredningsområde är Nya Kaledonien. Inga underarter finns listade i Catalogue of Life.